# Матеуш В'єтеска
Матеуш В'єтеска (пол. Mateusz Wieteska, нар. 11 лютого 1997, Варшава, Польща) — польський футболіст, захисник італійського «Кальярі» і національної збірної Польщі.

## Клубна кар'єра
Народився 11 лютого 1997 року в місті Варшава. Вихованець футбольної школи клубу «Легія». Дорослу футбольну кар'єру розпочав 2014 року в основній команді того ж клубу, утім  грав здебільшого за його другу команду. Згодом на умовах оренди також виступав на правах оренди за «Зомбковію» і «Хробри» 
Влітку 2017 року перейшов до «Гурника» (Забже), але вже за рік повернувся до «Легії», де вже став стабільним основним гравцем захисту команди.
Протягом 2022—2023 років грав у Франції, де захищав кольори команди «Клермон».
У серпні 2023 року уклав чотирирічний контракт з італійським «Кальярі», якому трансфер поляка обійшовся у 5 мільйонів євро. 

## Виступи за збірні
2011 року дебютував у складі юнацької збірної Польщі (U-15), загалом на юнацькому рівні взяв участь у 51 грі, відзначившись 7 забитими голами.
Протягом 2017–2019 років залучався до складу молодіжної збірної Польщі. На молодіжному рівні зіграв у 17 офіційних матчах, забив 2 голи.
2022 року дебютував в офіційних матчах у складі національної збірної Польщі. Наприкінці того ж року був включений до її заявки на чемпіонат світу 2022, в іграх якого, утім, на поле не виходив.
| Дата       | Місто   | Господарі | Результат | Гості   | Турнір                               | Голи | Примітки |
| ---------- | ------- | --------- | --------- | ------- | ------------------------------------ | ---- | -------- |
| 14-6-2022  | Варшава | Польща    | 0 – 1     | Бельгія | Ліга націй УЄФА 2022-2023 - 1-й етап | -    | 84'      |
| 16-11-2022 | Варшава | Польща    | 1 – 0     | Чилі    | товариський матч                     | -    | 79'      |
| Усього     |         | Матчів    | 2         |         | Голів                                | 0    |          |

## Титули і досягнення
- Чемпіон Польщі (3):

«Легія»:  2015/16, 2019/20, 2020/21
- Володар Кубка Польщі (2):

«Легія»:  2014/15, 2015/16